# Meioneta pogonophora
Meioneta pogonophora là một loài nhện trong họ Linyphiidae.
Loài này thuộc chi Meioneta. Meioneta pogonophora được George Hazelwood Locket miêu tả năm 1968.